# 14400 Baudot
14400 Baudot è un asteroide della fascia principale. Scoperto nel 1990, presenta un'orbita caratterizzata da un semiasse maggiore pari a 2,6816950 au e da un'eccentricità di 0,2400957, inclinata di 4,62216° rispetto all'eclittica.
L'asteroide è dedicato all'ingegnere francese Émile Baudot, ricordando la velocità di trasmissione di alcuni modem dell'epoca, appunto 14400 baud (dove l'unità di misura, il baud appunto, ispirata allo stesso ingegnere inventore del codice Baudot utilizzato in telegrafia).